# Melanotaenia arfakensis
Melanotaenia arfakensis је зракоперка из реда Atheriniformes. 

## Угроженост
Ова врста се сматра рањивом у погледу угрожености врсте од изумирања.

## Распрострањење
Индонезија је једино познато природно станиште врсте.

## Популациони тренд
Популациони тренд је за ову врсту непознат.

## Станиште
Станиште врсте су слатководна подручја.